# Opisthoxia pepita
Opisthoxia pepita är en fjärilsart som beskrevs av Paul Dognin 1896. Opisthoxia pepita ingår i släktet Opisthoxia och familjen mätare. Inga underarter finns listade i Catalogue of Life.